# Bibliothèque nationale de Thaïlande

La bibliothèque nationale de Thaïlande (หอสมุดแห่งชาติ) est le dépôt légal et l'organisme de gestion des copyright en Thaïlande. Créée en 1905 avec la réunion de trois bibliothèques royales préexistantes, la bibliothèque nationale de Thaïlande est sous la juridiction du ministère de la culture (en) thaïlandais. Elle est située à Bangkok.

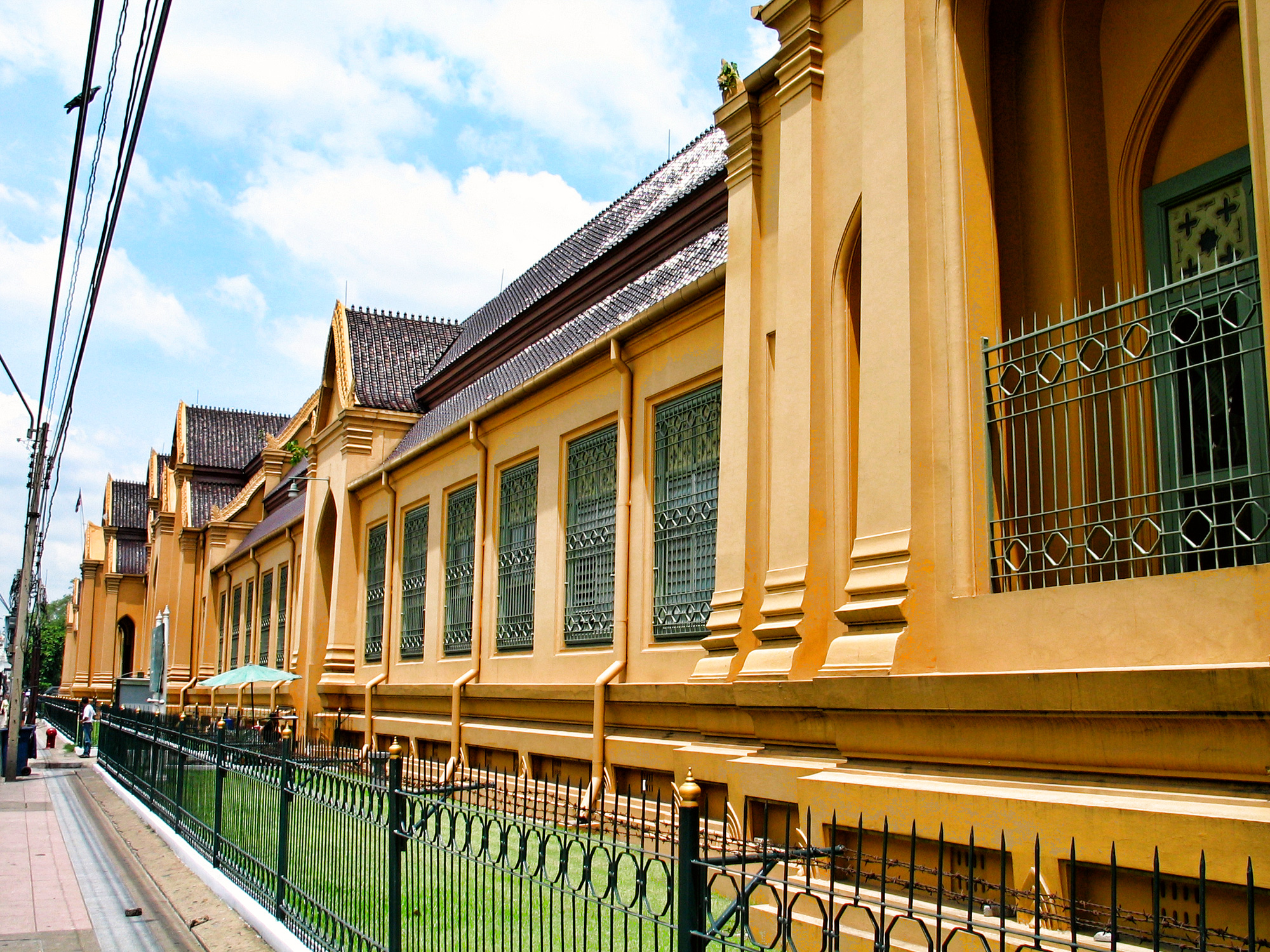
Site de Sanam Luang

## Ouvrages détenus
Le Tamra Meow ou livre des Poèmes de chats est un recueil thaïlandais de vers richement illustré dont la rédaction est située entre 1350 et 1767 et qui décrit dix-sept chats différents, certains portant bonheur et d'autres non. Le roi Rama V a demandé au moine Somdej Phra Buddhacharn Buddhasarmahathera de copier le Tamra Meow qui prit le nom de Smud Khoi of Cats ; plusieurs versions de ce livre sont détenues à la bibliothèque nationale de Thaïlande.